# Рокицани (район)
Рокицани (чеш. Okres Rokycany) — один из 7 районов Пльзенского края Чешской Республики. Административный центр — город Рокицани. Площадь — 575,11 кв. км., население составляет 48 463 человека. В районе насчитывается 68 муниципалитетов, из которых 6 — города.

## География
Расположен на юго-западе края. В рамках края граничит с районами Пльзень-юг на юге, Пльзень-север на северо-западе и Пльзень-город на западе. На северо-западе, юго-западе и западе имеет границу с районами Раковник, Пршибрам и Бероун Среднечешского края.

## Города и население
Данные на 2009 год:
| Город    | Население |
| -------- | --------- |
| Рокицани | 14 900    |
| Градек   | 3 048     |
| Збирог   | 2 598     |
| Мирошов  | 2 220     |
| Раднице  | 1 793     |
| Мито     | 1 520     |

| Всего          | Женщин           | Мужчин           |
| -------------- | ---------------- | ---------------- |
| 48 463 (100 %) | 24 245 (50,03 %) | 24 218 (49,97 %) |

Средняя плотность — 84 чел./км²; 53,81 % населения живёт в городах.
Динамика изменения численности населения района 1869—2009 годы:
| Год               | 1869   | 1930   | 1961   | 1970   | 1980   | 1991   | 2001   | 2007   | 2009   |
| ----------------- | ------ | ------ | ------ | ------ | ------ | ------ | ------ | ------ | ------ |
| Населённые пункты | —      | —      | 55     | 57     | 27     | 57     | 68     | 68     | 68     |
| Население         | 54 093 | 52 412 | 50 550 | 48 831 | 48 132 | 46 118 | 45 788 | 46 560 | 48 463 |